# ديفيد بوبا
ديفيد بوبا (بالرومانية: David Popa)‏ هو لاعب كرة قدم روماني، ولد في 9 ديسمبر 1997 في أيو ‏ في رومانيا. لعب مع برمنغهام سيتي ونادي كيترينغ تاون ويو تي أي أراد.

## وصلات خارجية
- ديفيد بوبا على موقع قاعدة بيانات كرة القدم.إي يو (الإنجليزية)
- ديفيد بوبا على موقع Soccerway.com (الإنجليزية)